# Phenacoccus acericola
Phenacoccus acericola är en insektsart som beskrevs av King 1902. Phenacoccus acericola ingår i släktet Phenacoccus och familjen ullsköldlöss. Inga underarter finns listade i Catalogue of Life.